# António Lobo Antunes
António Lobo Antunes (1 de setembre de 1942, Lisboa) és un escriptor portuguès que ha estat candidat al Premi Nobel de Literatura.

## Biografia
Lobo Antunes és llicenciat en medicina, amb l'especialitat de psiquiatria. Entre 1970 i 1973 va participar en l'última fase de la guerra d'alliberament colonial d'Angola, experiència que ha estat un tema recurrent en molts dels seus llibres. Actualment viu a Lisboa i es dedica exclusivament a la literatura i al periodisme. El novembre de 2014 va signar el manifest «Deixin votar els catalans», juntament amb altres personalitats internacionals.
El gener de 2021, fou una de les 50 personalitats que signar el manifest «Dialogue for Catalonia», promogut per Òmnium Cultural i publicat a The Washington Post i The Guardian, a favor de l'amnistia dels presos polítics catalans i del dret d'autodeterminació en el context del procés independentista català. Els signants lamentaren la judicialització del conflicte polític català i conclogueren que aquesta via, lluny de resoldre'l, l'agreuja: «ha comportat una repressió creixent i cap solució». Alhora, feren una crida al «diàleg sense condicions» de les parts «que permeti a la ciutadania de Catalunya decidir el seu futur polític» i exigiren la fi de la repressió i l'amnistia per als represaliats.

## Obra
Algunes de les seves obres:
- Memória de elefante (1979)
- Os cus de Judas (1979)
- A explicação dos pássaros (1981)
- Conhecimento do inferno (1981)
- Fado alexandrino (1983)
- Auto dos danados (1985)
- As naus (1988)
- Tratado das paixőes da alma (1990)
- A ordem natural das coisas (1992)
- A morte de Carlos Gardel (1994)
- Crónicas (1995)
- Manual dos inquisidores (1996), Traduït a Edicions 62 (1998) com a El manual dels inquisidors
- O esplendor de Portugal (1997), Traduït a Proa (1999) com a L'esplendor de Portugal
- Olhares 1951-1998 (1999) (amb Eduardo Gageiro)
- Exortação aos crocodilos (1999)
- Não entres tão depressa nessa noite escura (2000), Traduït a Proa (2002) com a No entris tan de pressa en aquesta nit obscura
- Que farei quando tudo arte (2001)
- Segundo livro de crónicas (2002)
- Diálogos (2003)
- Boa tarde às coisas aqui em baixo (2003)
- Eu hei-de amar uma pedra (2004)
- D'este viver aqui neste papel descripto: cartas de guerra (2005)
- Terceiro livro de Crónicas (2006)
- Ontem não te vi em Babilónia (2006), Traduït a El Gall Editor (2009) com a Ahir no et vaig veure a Babilònia

## Obra traduïda
- Exhortació als cocodrils[3]

## Premis i reconeixements
- Premi austríac de literatura europea